# Palatul Națiunilor
Palatul Națiunilor (în franceză Palais des Nations) din Geneva, Elveția, a fost construit între 1929 și 1936 pentru a fi folosit ca sediu central al Societății Națiunilor. Acesta a găzduit Biroul Națiunilor Unite de la Geneva din 1946, când Secretarul General al ONU a semnat un Acord de sediu cu autoritățile elvețiene, deși Elveția nu a fost membru al ONU până în 2002.